# Dipoena hui
Dipoena hui är en spindelart som beskrevs av Zhu 1998. Dipoena hui ingår i släktet Dipoena och familjen klotspindlar. Inga underarter finns listade i Catalogue of Life.